# Christian Roder
Christian Roder (* 5. Dezember 1845 in Dangstetten; † 4. Mai 1921 in Überlingen) war ein deutscher Lehrer, Archivar und Historiker.

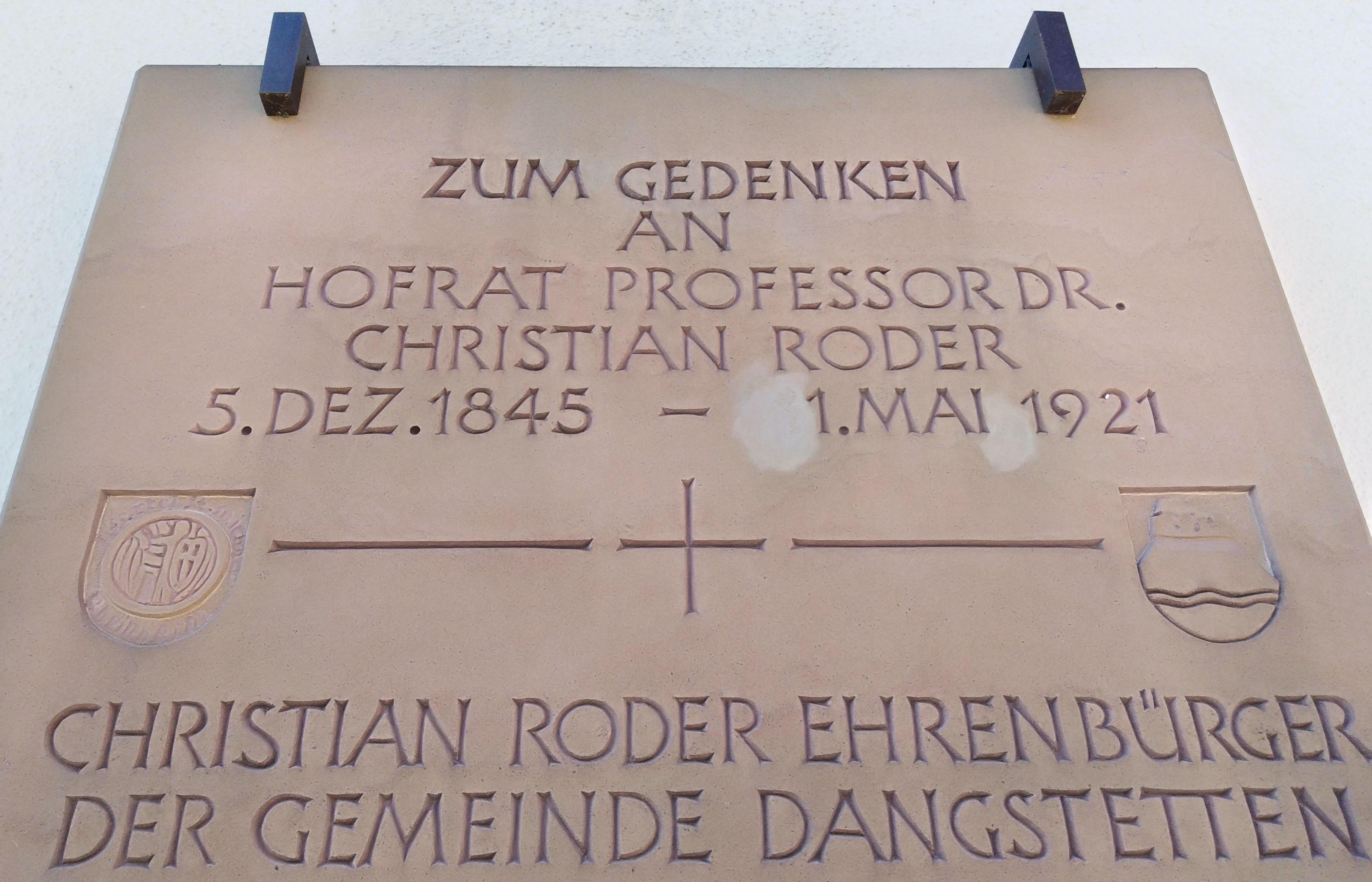
Gedenktafel an der Kirche in Dangstetten

## Leben
Roders Eltern waren der Gemeinderechner und Landwirt Xaver Roder und Katharina geborene Mühlhaupt. Er sollte Priester werden und kam auf die Bezirksschule in Zurzach und anschließend an das Lyzeum in Konstanz. Die Zeit des badischen Kulturkampfs bewog ihn zum Studium der Klassischen Philologie, vor allem begeisterten ihn Latein und Griechisch. 1872 bestand er das Staatsexamen und wurde Lehrer in Karlsruhe. Es folgten Schwetzingen, Ladenburg, und Villingen, wo er an der dortigen Realschule von 1876 bis 1892 als Professor tätig war. Im Anschluss wurde er für kurze Zeit nach Rastatt berufen und bekam bald danach die Leitung der Realschule in Überlingen anvertraut, an der er bis 1912 wirkte.
Seit 1876 war Roder Mitglied des Vereins für Geschichte und Naturgeschichte der Baar e. V. in dessen Zeitschrift "Schriften der Baar" er einige Beiträge veröffentlichte. In Villingen war Roder auch Leiter des Stadtarchivs. Von ihm stammen verschiedene wichtige Schriften zur Geschichte Villingens. Er stand in Kontakt unter anderen mit Karl Jordan Glatz, Sigmund Riezler und Franz Ludwig Baumann. Roder hat die Bestände des Stadtarchivs erschlossen und legte 1886 ein Repertorium des Archivs vor. Er gab die Villinger Chronik des Ratsherrn Heinrich Hug heraus, welche die Zeit des Bauernkrieges beschreibt. Auch bearbeitete er die Geschichte des Schweizerkrieges von 1499.
Seine Lebensarbeit galt der Geschichte der Stadt Villingen. Er bearbeitete die Manuskripte, dennoch wurde seine Arbeit nicht genug anerkannt, so dass er frustriert aufgab, bevor er sie veröffentlichte. Ein versuchter weiterer Anlauf zur Herausgabe scheiterte am Beginn des Ersten Weltkrieges. Die Druckerei Laupp in Tübingen sandte ihm wegen Mangel an Setzerpersonal die Manuskripte zurück. Im Jahre 1970 wurden die 1085 Seiten in der Schriftenreihe der Stadt Villingen veröffentlicht.
In Überlingen war er Mitglied des heute noch bestehenden Vereins für Geschichte des Bodensees und seiner Umgebung und wurde 1902 in den Vorstand gewählt. Roder war Vizepräsident und später Ehrenmitglied.
Schon 1885 wurde er für seine historischen Arbeiten außerordentliches Mitglied in der Badischen Historischen Kommission und wurde zum Hofrat ernannt. 1918 erhielt er das badische Ritterordenskreuz Bertholds des Zähringers.
Roder wurde in seiner Heimatgemeinde Dangstetten begraben.

## Schriften (Auswahl)
- Heinrich Hug’s Villinger Chronik von 1499 bis 1533, (=  Bibliothek des Litterarischen Vereins in Stuttgart Band 164). Tübingen 1883 (Digitalisat)
- Beiträge zur Geschichte der Stadt Villingen im dreißigjährigen Kriege, In: Schriften des Baar, Band 3, Donaueschingen 1880, S. 67-365.doi:10.57962/regionalia-18785
- Villingen in den französischen Kriegen unter Ludwig XIV, In: Schriften des Baar, Band 4. Donaueschingen 1882, S. 70-212.doi:10.57962/regionalia-18784
- Die Familie Maler von Villingen, In: Schriften des Baar, Band 5. Donaueschingen 1885, S. 25-11.doi:10.57962/regionalia-18783
- Archivalien aus dem Amtsbezirke Waldshut (Klettgau und Wutachthal). In: Zeitschrift für die Geschichte des Oberrheins Jg. 41 (1887) (Digitalisat)
- Die Pfarrkirche zu Grüningen und die neulich in derselben entdeckten alten Wandgemälde. In: Zeitschrift für die Geschichte des Oberrheins (ZGO), Jg. 45 (1891), S. 636–644 (Digitalisat).
- Überlingen und der Hegau im Anfange des Schweizerkriegs 1499, in: Schriften des Vereins für Geschichte des Bodensees und seiner Umgebung, 29. Jg. 1900, S. 17–30 (Digitalisat)
- Regesten und Akten zur Geschichte des Schweizerkriegs 1499, in: Schriften des Vereins für Geschichte des Bodensees und seiner Umgebung, 29. Jg. 1900, S. 71–182 (Digitalisat); Personen- und Ortsverzeichnis: Anhang S. I–VI (Digitalisat)
- Eine nahezu verschollenes Rittergeschlecht am Überlinger See [Hüneberg], in: Schriften des Vereins für Geschichte des Bodensees und seiner Umgebung, 29. Jg. 1900, S. 201–204 (Digitalisat)
- Die Kapuziner zu Villingen, in: Freiburger Diözesan-Archiv, Band 31 = N.F. 4, 1903 (Digitalisat)
- Die Schloßkaplanei Küssenberg und die St. Annenkapelle zu Dangstetten, in: Freiburger Diözesan-Archiv, Band 31 = N.F. 4, 1903 (Digitalisat)
- Tagbuch über die Belagerung der Reichsstadt Überlingen durch die Schweden vom 24. April bis zum 16. Mai 1634, in: Schriften des Vereins für Geschichte des Bodensees und seiner Umgebung, 40. Jg. 1911, S. 116–140 (Digitalisat)
- Das Zunftwesen im alten Villingen Online-Version (PDF; 369 kB)